# العلاقات السعودية الغواتيمالية
العلاقات السعودية الغواتيمالية هي العلاقات الثنائية التي تجمع بين السعودية وغواتيمالا.

## مقارنة بين البلدين
هذه مقارنة عامة ومرجعية للدولتين:
| وجه المقارنة                                              | السعودية        | غواتيمالا       |
| --------------------------------------------------------- | --------------- | --------------- |
| المساحة (كم2)                                             | 2.25 مليون      | 108.89 ألف      |
| عدد السكان (نسمة)                                         | 33.00 مليون     | 17.26 مليون     |
| الكثافة السكانية (ن./كم²)                                 | 14.67           | 158.51          |
| العاصمة                                                   | الرياض، الدرعية | غواتيمالا       |
| اللغة الرسمية                                             | اللغة العربية   | اللغة الإسبانية |
| العملة                                                    | ريال سعودي      | كتزال غواتيمالي |
| الناتج المحلي الإجمالي (بليون دولار)                      | 683.83 مليار    | 75.62 مليار     |
| الناتج المحلي الإجمالي (تعادل القوة الشرائية) بليون دولار | 1.69 تريليون    | 126.21 مليار    |
| الناتج المحلي الإجمالي الاسمي للفرد دولار أمريكي          | 20.48 ألف       | 3.90 ألف        |
| الناتج المحلي الإجمالي للفرد دولار أمريكي                 | 52.01 ألف       | 7.45 ألف        |
| مؤشر التنمية البشرية                                      | 0.837           | 0.627           |
| رمز المكالمات الدولي                                      | +966            | +502            |
| رمز الإنترنت                                              | .sa             | .gt             |
| المنطقة الزمنية                                           | ت ع م+03:00     | 00              |

## منظمات دولية مشتركة
يشترك البلدان في عضوية مجموعة من المنظمات الدولية، منها:
| علم المنظمة | اسم المنظمة                               | تاريخ انضمام السعودية | تاريخ انضمام غواتيمالا |
| ----------- | ----------------------------------------- | --------------------- | ---------------------- |
|             | يونسكو                                    | 4 نوفمبر 1946         | 2 يناير 1950           |
|             | البنك الدولي للإنشاء والتعمير             | 26 أغسطس 1957         | 28 ديسمبر 1945         |
|             | منظمة حظر الأسلحة الكيميائية              | ?                     | ?                      |
|             | الأمم المتحدة                             | 24 أكتوبر 1945        | 21 نوفمبر 1945         |
|             | مؤسسة التمويل الدولية                     | 18 سبتمبر 1962        | 20 يوليو 1956          |
|             | المركز الدولي لتسوية المنازعات الاستشارية | 7 يونيو 1980          | 20 فبراير 2003         |
|             | وكالة ضمان الاستثمار متعدد الأطراف        | 12 أبريل 1988         | 11 يوليو 1996          |
|             | الاتحاد البريدي العالمي                   | ?                     | ?                      |
|             | مؤسسة التنمية الدولية                     | 30 ديسمبر 1960        | 27 أبريل 1961          |
|             | منظمة الشرطة الجنائية الدولية             | 13 يونيو 1956         | ?                      |
|             | منظمة التجارة العالمية                    | 11 نوفمبر 2005        | ?                      |
|             | المنظمة الهيدروغرافية الدولية             | 8 أبريل 2002          | ?                      |
|             | الاتحاد الدولي للاتصالات                  | 7 فبراير 1949         | 10 يوليو 1914          |

## وصلات خارجية
- موقع وزارة الخارجية السعودية
- موقع وزارة الخارجية الغواتيمالية